# Franco Baresi
Franchino Baresi hay Franco Baresi (phát âm tiếng Ý: [ˈfraŋko baˈreːzi]; sinh ngày 8 tháng 5 năm 1960) là một cựu cầu thủ bóng đá người Ý chơi ở vị trí Hậu vệ. Ông là một trong những tài năng lớn nhất bóng đá Italia từng sản sinh và được xem là một trong những Hậu vệ quét xuất sắc nhất trong lịch sử. Khi còn thi đấu, Baresi có biệt danh 'Piscinin - nghĩa là "Người tí hon".
Ông cống hiến trọn vẹn 20 năm thi đấu chuyên nghiệp của mình cho Milan và là đội trưởng của đội bóng trong suốt 15 mùa giải. Cùng với Rossoneri, Baresi giành được 6 Scudetto, 4 Supercoppa Italiana, 3 danh hiệu C1, 3 Siêu Cúp châu Âu và 2 Cup liên lục địa.
Ở cấp độ Quốc tế, Ông thi đấu cho Đội tuyển bóng đá Quốc gia Ý trong 14 năm, góp mặt ở 3 kì World Cup (1982, 1990, 1994) và 2 kì Euro (1980, 1988); giành được 1 chức vô đich Thế giới vào năm 1982, lọt vào đội hình tiêu biểu của FIFA World Cup năm 1990, và là đội trưởng của Gli Azzurri trong chiến dịch USA 1994, nơi họ đã để thua ở loạt sút Penalty trước Brazil trong trận chung kết, mà ông là một trong những người đã đá hỏng phạt đền.
Baresi có tên trong FIFA 100; đứng thứ 19 trong danh sách những cầu thủ xuất sắc nhất Thế kỷ 20 do tạp chí World Soccer bầu chọn và được cổ động viên Milan bầu chọn là "Cầu thủ của Thế kỷ" của câu lạc bộ. Chiếc áo số 6 ông mặc tại Milan cũng được câu lạc bộ treo vĩnh viễn như một sự tri ân.

## Sự nghiệp ở câu lạc bộ
Mối lương duyên giữa Franco Baresi và Milan đến một cách vô cùng tình cờ, khi mà Internazionale bấy giờ đã lựa chọn người anh trai Giuseppe mà bỏ qua người em Franco vì lí do thể chất. Franco sau này đã gia nhập lò đào tạo trẻ của Rossoneri.
Ngày 23 tháng 4 năm 1978, Franco có trận ra sân đầu tiên tại Serie A trong chiến thắng 2-1 trước Verona. Cũng trong mùa giải này, ông có hai lần ra sân tại Coppa Italia. Ở mùa giải tiếp theo, Baresi có trận đấu đậu tiên tại đấu trường Châu Âu, đồng thời cùng Milan giành Scudetto đầu tiên trong sự nghiệp.
Khởi đầu suôn sẻ cùng tài năng dần được khẳng định, thế nhưng khó khăn sau đó ngay lập tức ập đến với ông và đội bóng.
Milan rơi vào thời kì đen tối đầu thập niên 80, khi họ hai lần phải xuống chơi ở Serie B; lần đầu vào năm 1980 khi dính dáng tới Scandal dàn xếp tỉ số và sau đó vào mùa giải 1981-82 khi chỉ vừa mới lên hạng. Là một phần của đội tuyển giành vị trí thứ tư tại Euro 1980 và lên đỉnh Thế giới tại Espana 82, Thế nhưng Baresi vẫn quyết định ở lại với nửa đỏ Milano. Bỏ ngoài tai những lời mời gọi từ Sampdoria và Inter, ngay mùa giải sau đó, ông giúp đội bóng quay trở lại với sân chơi cao nhất nước Ý,. Cũng trong năm 1982, sau sự ra đi của Aldo Maldera và Fulvio Collovati, Baresi trở thành đội trưởng của Câu lạc bộ ở tuổi 22. Ngoài danh hiệu Mitropa Cup và việc lọt vào Chung kết Coppa Italia mùa 1984-85, Milan bấy giờ vẫn chưa thể về lại với đúng vị thế của mình.
Thế nhưng, sự xuất hiện của Silvio Berlusconi cùng Huấn luyện viên Arrigo Sacchi đã thay đổi lịch sử. Milan dần ổn định và trở nên mạnh mẽ, bất chấp mối quan hệ không tốt của Franco Baresi với Huấn luyện viên trưởng.
Thành quả đầu tiên là chức vô địch Seria A 1987-88 khi đội bóng vượt qua Napoli của Diego Maradona, sự xuất sắc của Baresi giúp họ chỉ để lủng lưới 14 bàn cả mùa. Ngay trong mùa giải sau đó họ chinh phục Châu Âu bằng chiến thắng ấn tượng 4-0 trước đại diện Rumani Steaua Bucharest ở trận chung kết C1, trước khi Milan thâu tóm nốt danh hiệu Siêu cúp Italia bằng việc đánh bại Sampdoria. Franco Baresi về nhì trong cuộc đua tới danh hiệu Quả bóng vàng năm đó, chỉ đứng sau người đồng đội của ông ở Milan là Marco Van Basten.

Arrigo Sacchi và Franco Baresi bên chiếc Cup Liên lục địa 1989

Milan, từ bờ vực phá sản, đã rũ bùn đứng dậy thần kì, trở thành kẻ thống trị vượt ra ngoài nước Ý, với bộ ba người Hà Lan bay Marco Van Basten, Ruud Gullit, Frank Rijkaard; với hàng loạt những hảo thủ; và với Franco Baresi là trái tim của hàng phòng ngự. Mùa giải 1989-1990, lần lượt UEFA Super Cup, Intercontinetal Cup rồi danh hiệu C1 thứ 2 về với đội chủ sân San Siro, thế nhưng việc sảy chân trước Verona cũng như thất bại trong trận chung kết Coppa Italia với Juventus khiến họ trắng tay ở đấu trường quốc nội. Tình hình cũng không mấy khả quan ở mùa bóng tiếp theo khi lần đầu tiên kể từ 1987, Milan không có bất kì một danh hiệu nào. Mối quan hệ giữa Baresi và Arrigo Sacchi ngày càng tệ hơn, đến mức chính ông đã đánh tiếng với chủ tịch Berlusconi về việc sa thải huấn luyện viên.
Fabio Capello, một đồng đội cũ của Baresi ở Milan, được lựa chọn để thay thế vị trí bỏ lại bởi Sacchi. Ngay lập tức, ông đưa Milan trở lại đỉnh cao bằng chức vô địch Serie A 1991-92. Như thoát khỏi áp lực từ người thuyền trưởng cũ, Baresi trở lại với phong độ đỉnh cao, đóng góp to lớn vào công cuộc chinh phạt của đội bóng, giúp Milan liên tiếp giành được những thắng lợi ở Serie A mùa  1992-1993, 1993-1994, 1995-1996 cũng như Siêu Cúp Italia 1992, 1993, 1994; đặc biệt hơn cả là chức vô địch UEFA Champions League 1993-1994 dẫu cho ông không ra sân trong trận chung kết gặp Barcelona.
Sự kết thúc của triều đại Capello, cũng đánh dấu cho những ngày cuối của Baresi tại thành Milan. Ngày 6 tháng 4 năm 1996, Franco Baresi có lần ra sân thứ 501 ở giải quốc nội, cân bằng với thành tích của huyền thoại Gianni Rivera. Vào ngày 19 tháng 1 năm 1997, ông chơi trận đấu thứ 700 trong sự nghiệp đồng thời tuyên bố lời giã từ đội bóng vào cuối mùa giải 1996-1997. Với Franco, rời Milan tương đương với giã từ sự nghiệp. Ngày 1 tháng 6 năm 1997, Ở tuổi 37, ông chơi trận đấu cuối cùng trong màu áo Rossoneri. Lần đầu tiên trong lịch sử bóng đá Italia, Milan đã treo vĩnh viễn chiếc áo số 6 của ông.
Ngày 28 tháng 10 năm 1997, Baresi chơi trận đấu chia tay trên sân San Siro, mái nhà của ông trong suốt 20 năm sự nghiệp. Chủ tịch Silvio Berlusconi hôm ấy đã trao cho ông một " Quả bóng vàng", "Lấp đầy khoảng trống cuối trong một bảng thành tích đầy danh hiệu".
Trong 20 mùa bóng ra sân dưới màu áo Milan, Baresi giành được 6 Serie A, 4 Siêu cúp Italia, 3 danh hiệu Champions League, 3 Siêu cúp Châu Âu và 2 Cúp Liên lục địa. Ông ghi được 31 bàn thắng, trong đó có 21 bàn trên chấm 11 mét; vua phá lưới của Coppa Italia 1989-90, chức vô địch duy nhất ông còn thiếu ở giải quốc nội.

## Đội tuyển quốc gia
Franco Baresi được gọi vào danh sách chính thức của đội tuyển Quốc gia Italia tham dự Euro 1980 khi ông 20 tuổi. Ở giải đấu được tổ chức ngay trên sân nhà, Gli Azzurri đã giành hạng tư. Tuy nhiên, không được như người anh trai Giuseppe, Franco không được ra sân một trận nào. Đây cũng là giải đấu duy nhất mà cả hai anh em nhà Baresi đều được gọi lên tuyển cho một giải đấu lớn.
Ở tuổi 22, Baresi lại được triệu tập cho chiến dịch FIFA World Cup 1982. Italia chung cuộc giành được chức vô địch thứ 3 trong lịch sử sau khi đánh bại Tây Đức ở trận chung kết. Nhưng lại một lần nữa, Baresi không được ra sân một phút nào.
Ông có trận đấu chính thức đầu tiên cho đội tuyển ở vòng loại Euro 1984 gặp Romania ngày 14 tháng 12 năm 1982. Italia sau đó không thể vượt qua vòng loại.
Hai năm sau, Ông nằm trong thành phần của đội tuyển tham gia Olimpics 1984, nơi mà họ giành được vị trí thứ 4 sau khi thua Brazil trong trận bán kết và bị Nam Tư đánh bại trong trận tranh hạng ba. Baresi có được một bàn thắng vào lưới Đội tuyển Mỹ ở vòng bảng.
Dẫu cho việc thi đấu ấn tượng tại Milan, Ông không được Enzo Bearzot triệu tập cho World Cup 1986. Phải mãi cho tới kì Euro 2 năm sau, ông mới có được vị trí chính thức trong đội hình xuất phát.
Ở kì World Cup diễn ra trên sân nhà 1990, Baresi đã thi đấu ấn tượng giúp Azzurri giữ sạch lưới trong 5 trận liên tiếp, trước khi bị nhà đương kim Vô địch Argentina ghi bàn gỡ hòa ở trận bán kết và sau đó bị đánh bại trên chấm 11 mét. Italia năm đó giành vị trí thứ ba chung cuộc, chỉ để thủng lưới đúng 2 bàn; riêng Franco Baresi, Paolo Maldini và vua phá lưới Salvatore Schillaci có tên trong đội hình tiêu biểu của giải đấu.
Baresi trở thành đội trưởng của Đoàn quân thiên thanh cho chiến dịch World Cup 1994 dưới sự dẫn dắt của Arrigo Sacchi. Ở lượt đấu thứ 2 vòng bảng gặp Na Uy, ông gặp chấn thương dẫn tới việc phải nghỉ hầu như phần còn lại của giải đấu. Thế nhưng 25 ngày sau, ông vừa kịp bình phục để góp mặt trong trận chung kết. Màn trình diễn xuất sắc đến khó tin của ông đã bảo vệ mành lưới Italia trong suốt 120 phút trước hàng công thượng hạng của Brazil, trong một ngày mà Azzurri không có những Alessandro Costacurta hay Mauro Tassotti. Tuy vậy, từ một người hùng, Baresi lại sút trượt quả 11 mét đầu tiên trong loạt đấu súng; tiếp theo sau đó là 2 cú sút không thành công của Massaro và Baggio, đã kết liễu giấc mơ vô địch của người Ý.
Sau World Cup năm ấy, Baresi có thêm một lần thi đấu cho đội tuyển trước khi chính thức từ giã ở tuổi 34,trao lại tấm băng đội trưởng của mình cho Paolo Maldini.
Tổng cộng, Ở đội tuyển Quốc gia, ông có 81 lần ra sân, ghi được 1 bàn trong trận giao hữu với Liên Xô, và là một trong số ít các cầu thủ giành được cả huy chương vàng, bạc, đồng ở các kỳ World Cup.

## Sự nghiệp huấn luyện
Ngày 1 tháng 6 năm 2002, Franco Baresi được bổ nhiểm làm giám đốc bóng đá của Fulham. Tuy nhiên ông nhanh chóng từ chức ngay trong tháng 8 vì những căng thẳng với Huấn luyện viên Jean Tigana.
Ông sau đó trở thành Huấn luyện viên của Milan Primavera và Milan Berretti trước khi từ giã sự nghiệp huấn luyện.

## Cuộc sống cá nhân

Giuseppe (trái) và Franco (phải) trong trận Derby Milan 1979-1980

Franco Baresi là em trai của huyền thoại Internazionale Giuseppe Baresi. Thiếu thời, cả hai anh em đều đã đăng kí thử việc ở lò đào tạo của Inter, tuy nhiên chỉ có Giuseppe là được nhận, và Milan trở thành điểm đến của Franco. Sau này, tên tuổi của Giuseppe bị che mờ bởi người em trai, dẫu cho ông cũng có những thành công nhất định.

## Phong cách thi đấu
Baresi được xem như là một trong những hậu vệ xuất sắc nhất mọi thời đại.Ở Milan ông là trái tim của hàng phòng ngự trứ danh bao gồm Paolo Maldini, Alessandro Costacurta, Mauro Tassotti, Filippo Galli và sau này Christian Panucci. Franco có sự hội tụ của sức mạnh về thể chất và tinh thần: tốc độ, bền bỉ, dẻo dai, nền tảng thể lực cũng như sự tập trung và ý chí- điều đã che lấp đi những yếu điểm về chiều cao của ông ở vị trí Hậu vệ.
Baresi thường ra sân ở vai trò Hậu vệ quét, vị trí đã làm nên tên tuổi của ông. Trong suốt sự nghiệp của mình, hầu như Baresi chưa bao giờ phá bóng trượt, để tiền đạo qua mặt hoặc gây bất ngờ. Bù lại cho thể hình không được lý tưởng Baresi có khả năng phán đoán, đọc tình huống siêu việt. Có thể nói, ông luôn tính trước được đường đi nước bước của đối thủ. Điển hình có thể kể đến trong trận chung kết World Cup 1994 Baresi đã khiến hàng loạt tiền đạo tên tuổi của Brasil lúc bấy giờ là Romário, Bebeto ''tắt điện'' hoàn toàn trong suốt 120 phút thi đấu. Ngoài ra Baresi có nhãn quan chiến thuật, tổ chức và phát động tấn công cực kỳ xuất sắc. Không chỉ giỏi tuân thủ theo ý đồ của HLV, tổ chức, chỉ huy đồng đội mà còn vận dụng sáng tạo, phát triển ý đồ chiến thuật đó tùy theo tình huống trên sân. Cả ở Milan lẫn đội tuyển Ý, các HLV đều cho rằng Baresi thực sự nắm bắt chiến thuật tốt, đôi khi còn vận dụng nó một cách linh hoạt theo diễn biến trên sân, đúng theo suy nghĩ chỉ đạo của họ.
Bên cạnh đó, khi tổ chức phát động tấn công, Baresi tỏ ra nguy hiểm không kém khi thường xuyên có những đường chuyền vượt tuyến, những đường chuyền chọc khe kiến tạo thành bàn. Về vai trò thủ lĩnh trên sân, có lẽ trong các hậu vệ trứ danh của Ý, không ai có thể sánh ngang với Franco Baresi. Người thừa kế vai trò này ở cả Milan và đội tuyển Ý là Paolo Maldini cũng phải thừa nhận kém xa đàn anh rất nhiều. Chỉ bằng vài lời nói hoặc cử  chỉ động viên mà có thể lên dây cót để thi đấu máu lửa, đạt kết quả tốt hoặc lội được ngược dòng thì không mấy người làm được như Baresi.

## Truyền thông
Franco Baresi xuất hiện trong EA Sports's FIFA 14 trong đội hình Classic XIs và góp mặt trong FIFA 15's Ultimate Team.

## Danh hiệu

### AC Milan
- Serie A: 1978–79, 1987–88, 1991–92, 1992–93, 1993–94, 1995–96
- Serie B: 1980-81, 1982-83
- Intercontinental Cup: 1989, 1990
- UEFA Champions League: 1988-89, 1989-90, 1994
- UEFA Super Cup: 1989,1990,1994
- Coppa Italia: 1988, 1992, 1993, 1994
- Mitropa Cup: 1982

### Đội tuyển quốc gia
- FIFA World Cup: 1982, Á quân 1994, hạng ba 1990

### Cá nhân
- Quả bóng bạc châu Âu 1989
- Cầu thủ hay nhất thế giới theo bình chọn của IFFHS 1989
- Cầu thủ hay nhất Ý 1990
- Cầu thủ vĩ đại nhất AC Milan thế kỷ 20
- Được bầu vào FIFA 100